# Élection présidentielle azerbaïdjanaise de 2013
L'élection présidentielle azerbaïdjanaise de 2013, septième élection présidentielle de la République d'Azerbaïdjan depuis son indépendance en 1991, est un scrutin visant à élire le président de la République d'Azerbaïdjan pour un mandat de cinq ans. Elle s'est tenue le 9 octobre 2013.
L'élection à un tour voit s'affronter 10 candidats. Ilham Aliyev, président sortant et candidat du Parti du nouvel Azerbaïdjan, se représente pour un troisième mandat. 
Ilham Aliyev remporte l'élection avec 84,55 % des suffrages exprimés. Le résultat a été publié un jour avant le vote,, confortant les suspicions d'irrégularités dénoncées par les opposants,.

## Système électoral
Le président azerbaïdjanais est élu au scrutin uninominal majoritaire à deux tours pour un mandat de sept ans sans limitation du nombre de mandats. Si aucun candidat ne recueille la majorité absolue au premier tour, un second est organisé le deuxième dimanche suivant entre les deux candidats arrivés en tête. 

### Conditions d'éligibilité
L'article 100 de la Constitution dispose que, pour être éligible, une personne doit avoir au minimum 35 ans, vécu sur le territoire de la République plus de 10 ans avant le jour du scrutin, avoir le droit de vote, ne jamais avoir été condamné, n'avoir aucune responsabilité dans un autre État, avoir un diplôme universitaire, et ne pas avoir la double nationalité.

## Résultats
| Candidats                | Candidats                | Partis                                    | Premier tour | Premier tour |
| Candidats                | Candidats                | Partis                                    | Voix         | %            |
| ------------------------ | ------------------------ | ----------------------------------------- | ------------ | ------------ |
|                          | Ilham Aliyev             | Parti du nouvel Azerbaïdjan               | 3 126 113    | 84,54        |
|                          | Jamil Hasanli            | Conseil national des forces démocratiques | 204 642      | 5,53         |
|                          | Igbal Agazade (az)       | Parti de l'espoir                         | 88 723       | 2,40         |
|                          | Gudrat Hasanguliyev      | Front populaire de tout l'Azerbaïdjan     | 73 702       | 1,99         |
|                          | Zahid Oruj               | Indépendant                               | 53 839       | 1,42         |
|                          | Ilyas Ismayılov          | Parti de la justice                       | 39 722       | 1,07         |
|                          | Araz Alizade             | Parti social-démocrate d'Azerbaïdjan      | 32 069       | 0,87         |
|                          | Faraj Guliyev            | Mouvement pour le renouveau de la nation  | 31 926       | 0,86         |
|                          | Hafiz Hajiyev            | Modernité et égalité                      | 24 461       | 0,66         |
|                          | Sardar Mammadov          | Parti démocratique                        | 22 773       | 0,62         |
|                          |                          |                                           |              |              |
| Votes valides            | Votes valides            | Votes valides                             | 3 697 970    | 99,02        |
| Votes blancs et nuls     | Votes blancs et nuls     | Votes blancs et nuls                      | 36 622       | 0,98         |
| Total                    | Total                    | Total                                     | 3 734 592    | 100          |
| Abstention               | Abstention               | Abstention                                | 1 480 195    | 28,38        |
| Inscrits / participation | Inscrits / participation | Inscrits / participation                  | 5 214 787    | 71,62        |